# ألفريد هتشكوك
السير ألفريد جوزيف هتشكوك (بالإنجليزية: Sir Alfred Joseph Hitchcock) (13 أغسطس 1899 – 29 أبريل 1980) هو مخرج أفلام إنجليزي، يُعتبر على نطاق واسع واحدًا من أكثر المخرجين تأثيرًا في تاريخ السينما. كان رائدًا في العديد من تقنيات التشويق والإثارة نفسية في الأفلام، بعد نجاحه في السينما البريطانية في كلٍ من الأفلام الصامتة والأفلام الصوتية في وقت مبكر عُرف بكونه أفضل مخرج إنجليزي، انتقل إلى هوليود عام 1939، وأصبح مواطنًا أمريكيًا في عام 1955. حصدت أفلامه 46 ترشيحًا لجوائز الأوسكار، من بينها ست جوائز، رغم أنه لم يفز مطلقًا بجائزة أفضل مخرج، رغم ترشيحه لها خمس مرات.
خلال حياته المهنية التي امتدت أكثر من نصف قرن، أسس هتشكوك لنفسه أسلوب إخراجي معروف ومميز. كان هو من الرائدين في أستخدم الكاميرا للتحرك بطريقة تحاكي نظرات الشخصية في الفيلم، مجبراً المشاهدين على الانخراط في شكل من أشكال التلصص. هو قام بتأطير اللقطة لزيادة القلق والخوف أو التعاطف، وأستخدم طريقة مبتكرة في مونتاج الفيلم. قصصه تتضمن غالباً أشخاص هاربين من العدالة برفقة شخصيات نسائية. العديد من أفلام هتشكوك لديها نهاية ملوتية وحبكات مثيرة تتضمن تصوير للعنف والقتل والجريمة. العديد من الأسرار، مع ذلك، تستخدم كشرك أو وسيلة تخدم موضوعات الفيلم والامتحانات النفسية التي بها الشخصية. أفلام هتشكوك أستعارت العديد من مواضيع تحليل نفسي وتضمنت إيحاءات جنسية قوية.
العديد من أفلام هيتشكوك لها نهايات مثيرة للجدل أحداثها مشوقة فهو يركز على تصوير العنف والقتل والجريمة، ويستخدم الكثير من الغموض كخدع بصرية أو ما يسمى بـ"MacGuffins" لكي تخدم موضوع الفيلم والحالة النفسية للشخصيات، تقتبس أفلام هيتشكوك أيضاً العديد من محاور التحليل النفسي وتتضمن كذلك الإيحاءات الجنسية القوية.
أصبح ألفريد هيتشكوك رمزًا ثقافيًا من خلال تواجده الشخصي في مشاهد صغيرة من أفلامه الخاصة والمقابلات ومقاطع الأفلام القصيرة وبرامج التلفزيون التي يقدمها
أخرج هيتشكوك أكثر من خمسين فيلما في حياته المهنية التي امتدت ستة عقود. ينظر له في كثير من الأحيان على أنه أعظم مخرج بريطاني، هو جاء في المرتبة الأولى في استطلاع لنقاد السينما عملته مجلة دايلي تيليغراف البريطانية في 2007، والتي قالت: «مما لا شك فيه أعظم مخرج خرج من هذه الجزر، هيتشكوك فعل أكثر من أي مخرج آخر ليصقل السينما الحديثة، والتي ستكون مختلفة تماما بدونه. موهبته كانت للسرد، حجب المعلومات المهمة (من شخصياته ومنا) وإثارة مشاعر المشاهدين ليس مثل أي شخص آخر.» مجلة MovieMaker وصفته بأنه المخرج الأكثر تأثيرا على الإطلاق، ويعتبر على نطاق واسع كواحد من أهم فناني السينما.

## النشأة
وُلد هتشكوك في 13 أغسطس 1899 في منطقة ليتونستون في لندن عاصمة بريطانيا، وقد كان الابن الثاني والطفل الأصغر من بين ثلاث أطفال لوليام هتشكوك (1862 – 1914) الذي كان يعمل بائع دواجن وخضروات. والدته هي إيما جين (1862 – 1914) وقد سمي ألفريد تيمنًا بشقيق والده.
ترعرع هتشكوك ككاثوليكي روماني، وأُرسل لكلية السالزيان للدراسة، وللمدرسة اليسوعية الكلاسيكية في كلية القديس إغناطيوس في ستامفورد هل في لندن. وقد كانت أمه وجدته من جهة والده من أصل أيرلندي، وكثيرًا ما وُصف بأنه كان وحيدًا في طفولته بسبب سمنته المفرطة.
وبحسب هتشكوك، فإن والده أرسله وهو في الخامسة من عمره إلى مركز الشرطة المحلي مع ورقة فيها ملاحظة تطلب منهم سجنه لخمس دقائق لأنه تصرف بشكل سيئ. لذلك نجد الكثير من مشاهد المعاملة القاسية والاتهامات الخاطئة في أفلام هتشكوك. عندما كان هيتشكوك في الخامسة عشر توفي والده، وفي نفس العام غادر هيتشكوك ساينت إغنايتس ليدرس في مدرسة مجلس مقاطعة لندن للهندسة والملاحة في بولار في لندن. أصبح رسامًا ومصمم إعلانات لشركة كابلات تسمى هينليز بعد مغادرته للمدرسة.
خلال الحرب العالمية الأولى، رُفض هيتشكوك من الجيش بسبب سمنته والتي يعتقد أنها نتيجة لحالة غدّية. ومع ذلك فإن هيتشكوك الشاب سجّل كطالب عسكري في فوج المهندسين الملكيين في عام 1917.كانت مهمته العسكرية محدودة: حيث كان يستلم إحاطات نظرية، وفي نهاية الأسبوع كان يقوم بتدريبات وتمارين عسكرية، فقد كان عليه أن يسير حول هايد بارك مرتدياً لفافات الساق التي لم يستطع أبداً أن يتقن لفها حول ساقيه بطريقة صحيحة.
العمل الثاني لهيتشكوك كان بمسمى «دور المرأة» (1919م) والذي يحكي عن مشاعر بدأ هيتشكوك بالعمل على نحوٍ مبدع منذ كان موظفا في هينلي. بعد تأسيس الشركة لمنشورتها الداخلية «تلغراف هينلي» سنة 1919م، كتب هيتشكوك بها في البداية مقالات قصيرة، ولكن سرعان ما أصبح من أكثر مساهميها إنتاجًا.
كان أول أعماله «غاز» (1919م) الذي نُشِر في العدد الأول، عن فتاة شابة تتخيل أنه تم الاعتداء عليها في ليلةٍ ما في باريس وتتطور الأحداث لتكشف بأن ما حدث كان مجرد هلوسات نتجت عن تأثير المخدر على كرسي طبيب الأسنان.

## في بريطانيا
بدأ حياته المهنية عام 1919 بكتابة العناوين الفرعية للأفلام الصامتة في استوديو لاسكي بلندن. وهناك تعلم المونتاج وكتابة السيناريو وصار مساعد مخرج عام 1922. وعام 1925 قدم أول أفلامه (حديقة المسرات), The Pleasure Garden الذي صور في ميونخ ومن الألمان تعلم الأساليب التعبيرية التي ظل مخلصا لها طيلة حياته. كان أول فيلم يشتهر به هو (النزيل 1927), The Lodger وفيه قدم طابعه المميز: البرئ الذي يتهم بالقتل ويحاول الفرار وإثبات براءته. عام 1934 قدم (الرجل الذي عرف أكثر من اللازم) The Man Who Knew Too Much ثم قدم (الدرجات الـ39) The 39 Steps في العام التالي وهما فيلمان مهمان جدا في عالم التشويق.
متضاربة لزوج حين يرى زوجته تمثل على المسارح.
في «الدناءة» (1920م)، قصة لمحاولة شراء سيف من تاجر تحف وبنهاية غير متوقعة أيضًا.
كانت قصته القصيرة «و لم يكن هناك قوس قزح» (1920م) أول احتكاك له مع الرقابة. يتحدث هيتشكوك فيها عن شاب يخرج باحثًا عن بيت للدعارة وينتهي به المطاف في بيت عشيقة أقرب أصدقائه.
«ما من» (1920م) بالإضافة لكونه فكاهيا، كان أيضا صاحب السبق لروتين «من في الأول؟» الشهير للثنائي الكوميدي آبوت وكاستيلو.
«تاريخ أكل البازلاء» (1920م) كان مقالا ساخرا عن المحاولات العديدة على مر القرون لأكل البازلاء بنجاح.
عمله الأخير «فيدورا» (1921م) كان الأقصر والأكثر غموضًا، كما أنه أعطى وصفًا دقيقًا ومدهشًا عن زوجته المستقبلية، ألما، والتي لم يكن قد التقاها بعد.
و أصبح هتشكوك خلال هذه الفترة مأسورًا بالتصوير الفوتوغرافي وبدأ العمل على إنتاج الأفلام في لندن حيثُ عمِلَ كمُصمّم لبطاقة العنوان في فرع لندن الذي أصبح لاحقًا أستوديو صور باراماونت. وفي عام 1920، حصل على وظيفة بدوام كامل في أستوديوهات أسلينجتون مع صاحبها الأمريكي، وشركة اللاعبين المشاهير - لاسكي - وخليفتهم في بريطانيا - صور غينزبورو - حيثُ يصمّم بطاقات العناوين للأفلام الصامتة. وقد استغرق انتقاله من مُصمّم لبطاقات العناوين إلى مُخرج أفلام خمس سنوات.
و لقد قاده آخر تعاون مع غرهام كتس إلى ألمانيا في 1924، أما فيلم الوغد «ذا بلاك قارد» (اسم الفيلم بالألمانية Die Prinzessin und der Geiger ، عام 1925) - والذي كان من إخراج كتس وشارك في كتابته هتشكوكو ـ فقد أخرج في أستوديو بابلسبرغ في بوتسدام بالقرب من برلين، وقد تابع هتشكوك جزءاً من إنتاج فلم الضحكة الأخيرة " The last laugh "لـ F. W. Murnau's في عام 1924.
و قد كان معجباً كثيراً بعمل مورناو، واستخدم لاحقاً العديد من تقنياته لتصميم مجموعة أعمال من إنتاجه الخاص، وفي مقابلته عن كتابه المطول مع فرانسوا ترافو François Truffaut) Hitchcock/Truffaut (عام 1967)، قال هتشكوكأنه تأثر بفيلم المصير Destiny لـ فريتز لانغ Fritz lang عام 1921.
واجه هتشكوك في أفلامه الأولى سلسلة من المصاعب وسوء الحظ، وقد ظهر أول مشروع من إخراجه في العام 1992 بعنوان Number 13 الذي تم إيقاف إنتاجه بسبب مشاكل مالية، وفقدت بعض مشاهده التي كان قد تم الانتهاء منها.
في عام 1925م قام مايكل بالكون من Gainsborough Pictures بتقديم فرصة أخرى له للإخراج لحساب Gainsborough Pictures في ستديوهات UFA في ألمانيا، وفشل الفيلم تجارياً ! فأخرج هتشكوك بعده دراما بعنوان The Mountain Eagle (يعتقد أنه صدر تحت عنوان «الخوف من الله» في الولايات المتحدة).
وهذا الفيلم أيضاً فقد في النهاية. في 1926 تغير حظ هتشكوك مع أول فيلم مثير له بعنوان The Lodger: A Story of the London Fog حيث لقي هذا الفيلم، والذي صدر في يناير كانون الثاني عام 1927، رواجاً تجارياً ونجاحاً باهراً في المملكة المتحدة كما هو الحال مع كثير من أعماله السابقة، ًوقد بدا تأثر هذا الفيلم بتقنيات التعبير التي استقاها هتشكوكلأول مرة من ألمانيا.
بعض المعلقين يرون هذا الفيلم أول أفلام هتشكوكالحقيقية لتضمنه مواضيع مثل (الرجل الخطأ).
وبعد نجاحه في فيلم The Lodger عيّن هتشكوكخبير مختصّ بالدعايات لمساعدته في تعزيز شهرته المتزايدة، وفي الثاني من ديسمبر من العام 1926 تزوج هتشكوك من مساعدته في الإخراج ألما ريفيل في كنيسة برومبتون أورتوري الواقعة في كينستنغتون الجنوبية في لندن، ولدت ألما طفلتهم الوحيدة بتريشيا في السابع من يوليو من العام 1928 حيث أصبحت ألما أقرب شخص يتعاون معه هتشكوك، ولكن مساهمتها في أفلامه (والتي ظهر اسمها على الشاشة في بعضها) لم يكن يناقشها هتشكوكإلا في الخفاء، وذلك لأنها كانت حريصة على ألا تحصل على شهرة وأن تتجنب الأضواء.
في عام 1929م بدأ هيتشكوك العمل على فيلمه التاسع (Blackmail) «ابتزاز»، وعندما كان الفيلم في مرحلة الإنتاج قررت استوديوهات (بريتش انترناشونال بيكشرز) المعروفة اختصاراً بـ (BIP) تحويله إلى فيلم صوتي كأول فيلم سينمائي ناطق، وكان هذا الفيلم غالباً ما يعدّه مؤرخوّا الأفلام كعلامة بارزة <Alfred Hitchcock#cite note-45> وكانوا يعتبرونه أول فيلم صوتي بريطاني مميز. <Alfred Hitchcock#cite note-46> <Alfred Hitchcock#cite note-47> في ذروة عرضه على قبة المتحف البريطاني بدأ فيلم (Blackmail) على طريقة هيتشكوك الاعتيادية باستخدام معلم ذائع الصيت كخلفية لتسلسل الأحداث المشوقة في الفيلم كما عرض فيه أيضاً أحد أطول ظهور شخصي له في أفلامه والذي ظهر فيه بدور رجل منزعج من طفل صغير يقرأ كتاباً في مترو الانفاق بلندن.
في مجموعات خدمة البث الاذاعي العامة (تعرف اختصاراً PBS) وهم الذين يقومون بصنع الأفلام قام هيتشكوك بشرح طريقة استخدام أول تسجيل صوتي كعامل استثنائي في الفيلم عن طريق نبرة الصوت لكلمة «سكين» في المحادثة مع المرأة المشتبه بها في جريمة القتل. وفي أثناء تلك الفترة أخرج هيتشكوك لصالح استديوهات (BIP) مقطوعات لفيلم الموسيقى الاستعراضية (Elstree Calling) سنة 1930م وكذلك قام باخراج فيلماً قصيراً على هيئة فيلمين أسبوعياً للحاصلين على منح دراسية، اسمه (An Elastic Affair) سنة 1930م وهناك أيضاً فيلم موسيقى استعراضية آخر تم إخراجه لصالح استديوهات (BIP) اسمه (Harmony Heaven) سنة 1929م وحسبما ذكر فقد كانت لهيتشكوك مشاركة ثانوية فيه ولكن اسمه لم يظهر في مقدمة الفيلم.
في عام 1932 عمل هيتشكوك مرة ثانية لصالح مايكل بالكونفي شركة أفلام غاومنت- بريتيش. كان أول أفلامه للشركة هو فيلم «الرجل الذي عرف الكثير» - 1934 وكان فيلماً ناجحاً. بينما فيلمه الثاني هو فيلم «الخطوات التسع والثلاثون» في عام 1935 والذي اعتُبر من أحد أفضل الأفلام في مرحلته المبكرة. وكان هذا الفيلم أيضاً الفيلم الأول الذي قدّم الماكغافين (Macguffin). في فيلم «الخطوات التسع والثلاثون» كان الماكغافين عبارة عن مجموعة من خطط التصميم المسروقة.
قال هيتشكوك للمخرج الفرنسي فرانسواس ترافوت " كان هناك رجلان يجلسان في قطار ذاهب إلى اسكتلندا، يقول أحدهم للآخر:" عذراً يا سيد لكن ما هذا الصندوق الغريب لديك في رف الأمتعة الذي فوقك؟ " يرد الرجل:" حسناً، هذا ماكغافين" فيقول الرجل الأول:" ما هو الماكغافين؟" يرد الآخر:" إنها أداة للإيقاع بالأسود في الفخاخ في المرتفعات الإسكتلندية " فيقول الرجل الأول:" لكن لا توجد أسود في المرتفعات الاسكتلندية" فيرد الآخر:"إذاً هذا ليس ماكغافين".
كان النجاح الكبير التالى لهيتشكوك في عام 1938 عن فيلمه (اختفاء السيدة The Lady Vanishes)، فيلم سريع تدور أحداثه حول البحث عن سيدة إنجليزية كبيرة في السن تدعى (دام ماي ويتى) والتي اختفت من على متن قطار في بلدة (Vandrika) فاندريكا الخيالية .
وبهذا في عام 1938، أصبح هيتشكوك معروفا بملاحظته المزعومة «الممثلون كالقطيع». وقد قيل هذا التعليق أولاً في وقت مبكر من أواخر العشرينات، وكان المقصود به ممثلي المسرح الذين اغتروا بالصور المتحركة. ومع ذلك قال مايكل ريدجريف إن هيتشكوك قد أدلى بهذا التصريح خلال تصويره لفيلم (اختفاء السيدة)، وظلت هذه العبارة تطارد هيتشكوك لسنوات. وفيما بعد أثناء تصوير فيلم (السيد والسيدة سميث Mr. & Mrs. Smith) من إنتاجه عام 1941، أحضرت كارول لومبارد بعض الأبقار الصغيرة إلى مكان التصوير وقد وضعت عليهم علامات تحمل أسماء نجوم الفيلم: (لومبارد، روبرت مونتغمري، وريمون جين) لمفاجأة المخرج. فصرح هيتشكوك بأنه أُخطأ في فهم مقصده «لقد قلت: يجب أن يعامل الممثلون كالقطيع».
وقد أشادوا به في بريطانيا حيث كان يُطلق عليه اسم «ألفريد العظيم» من قبل مجلة «بِكتشَرقَور» Picturegoer، وبحلول نهاية عام 1930 بدأت سُمعة هيتشكوك تنتشر في الخارج، وقد صرّح كاتب مقالات مع جريدة نيويورك تايمز قائلاً؛ «إن ثلاث مؤسسات فريدة وقيّمة يملكها البريطانيون ولا نملكها نحن في أمريكا وهي ماغنا كارتا، وجسر البرج وألفريد هيتشكوك، أعظم مُخرج دراما مثيرة الشاشة في العالم». وقد أشارت مجلة فاريتي له بأنه «قد يكون أفضل مُخرج وطني في إنجلترا». ووقّع ديفيد أوْ سلزنيك على عقد سبع سنوات مع هيتشكوك بدايةً في مارس 1939، فانتقلت عائلة هيتشكوك إلى هوليوود.

## هوليوود

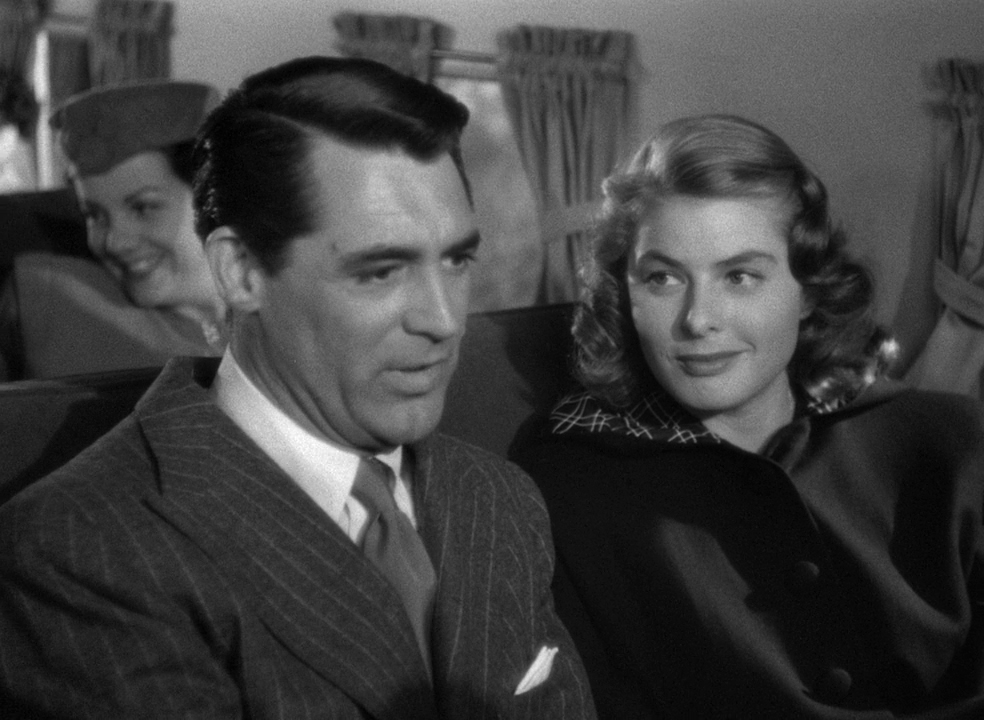
إنغريد بيرغمان في سيئ السمعة (1946)

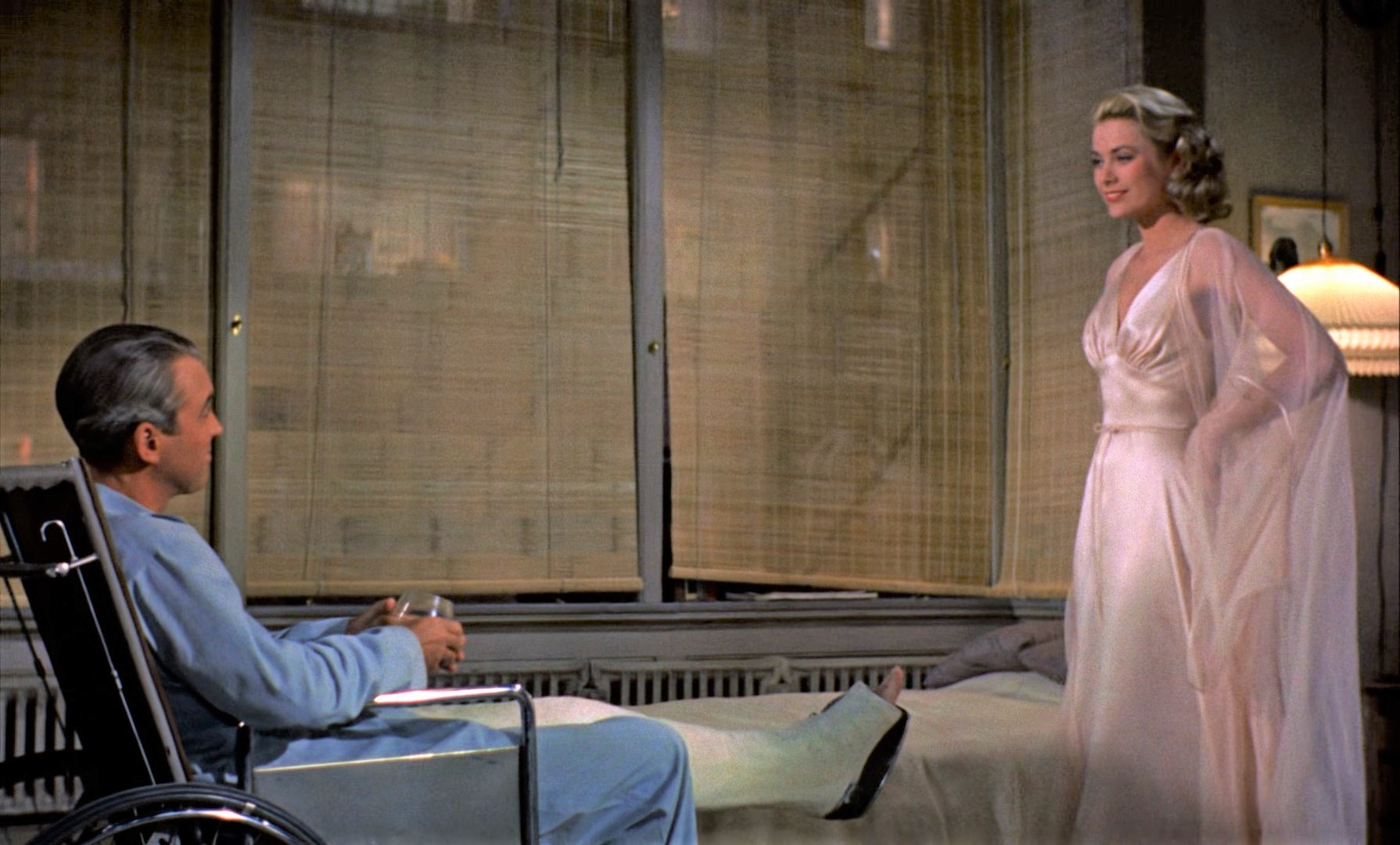
غريس كيلي في النافذة الخلفية (1954)

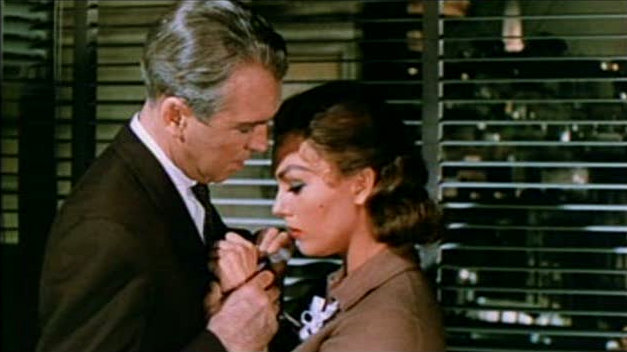
الدوار (1958)

عام 1940 انتقل إلى هوليوود ليقدم أول فيلم له (ربيكا) Rebecca الذي ترشح به لجائزة أفضل مخرج في مهرجان الأوسكار، واقتبس الفيلم من رواية الكاتب دافني دو مورييه. عام 1946 قدم فيلم (سيئ السمعة) Notorious عن عميل مخابرات عليه أن يرسل حبيبته للنازيين ليكشف قضية تخابر. في فيلم (القارب 1944) Lifeboat حكى قصة كاملة في مكان لا يتغير هو قارب وفي فيلم (الحبل 1948) Rope قدم أول فيلم لا يعتمد على التقطيع، بل هو لقطة واحدة طويلة. إلا أن أعماله الثلاثة التي حفرت اسمه للابد هي (النافذة الخلفية 1954) Rear Window الذي علم المشاهدين كيف يتلصصون على الجيران ثم عاقبهم على هذا، وفيلم (الدوار 1958) Vertigo عن خوف المرتفعات، وفيلم (نفوس معقدة 1960) Psycho الذي اشتهر بمشهد القتل تحت مياه الدش وهنا خرق قاعدة أن تظل بطلة الفيلم حية لمشهد النهاية وماتت البطلة في ثلث الفيلم الأول. قدم فيلم (الطيور 1963) The Birds ليضع القواعد الأساسية لأفلام المسوخ. وسوف نجد بصماته في كل فيلم مسوخ بدءا من (الفك المفترس 1975) Jaws الذي أخرجه ستيفن سبيلبرغ. من أفلامه الشهيرة الأخرى (خلف الستار الحديدي) و (الشمال من الشمال الغربي 1959) North by Northwest و (توباز 1969) Topaz، كما عاد لإنجلترا ليقدم (جنون 1972) Frenzy. آخر أفلامه كان (مؤامرة عائلية 1976) Family Plot حيث لصان يواجهان امرأة تملك قوة نفسية وحبيبها.
في هوليوود، أصبح التشويق والكوميديا السوداء سمة بارزة لهيتشكوك في أفلامه وامتدت لتظهر معه في إنتاجاته. فترتيبات العمل مع المنتج سلزنيك كانت أقل من المأمول . فقد عانى سلزنيك من مشاكل مالية مستمرة وكان هتشكوكمستاء جدًا من قدره سلزنيك الإنتاجية لأفلامه .
في المقابلة التالية لخص هيتشكوك علاقة العمل بينهما بالتالي:
سلزنيك كان المنتج الكبير . كان ملك الإنتاج، الشيء الأكثر إطراءً والذي قاله عني السيد سلزنيك _ مبيناً مدى القدرة على التنظيم في العمل _ قال بأني كنت "المخرج الوحيد" الذي يضع ثقته فيه لإنتاج فيلم". قام سيلزنيك بتقديم هيتشكوك إلى إستديوهات أكبر أكثر من إنتاج أفلام هيتشكوك بنفسه. بالإضافة إلى ذلك كان سيلزنيك وشريكه -المنتج المستقل- صاموئيل قولدوين (Samuel Goldwyn) يقومون بإنتاج عدد قليل من الأفلام كل عام ولذلك لم يكن لديه دائماً مشاريع يقدمها لهيتشكوك ليخرجها. كان قولدوين قد تفاوض مع هيتشكوك على عقد ممكن أيضا، إلا أن سيلزنيك قد زاد الثمن. أُعجب هيتشكوك سريعاً بالموارد الممتازة في الإستوديوهات الأمريكية مقارنة مع الحدود المالية التي كان يواجهها عادة في إنجلترا.
قدّم هيتشكوك فيلمه الأمريكي الأول مع سلزنيك «ريبيكا» (Rebecca) في عام 1940، مُعَد كنُسخة هوليوود لإنجلترا ويستند إلى رواية كتبها المؤلف الإنجليزي دافني دو مورير (Daphne du Maurier). ويقوم ببطولة الفيلم لورانس أوليڤير (Laurence Olivier) وجوان فونتين (Joan Fontaine). وقد كشفت هذة الميلودراما القوطية مخاوف عروس شابة ساذجة تدخل قصر دولة إنجليزية ممنوعة وتُكافح لتتكيَّف مع الشكليات المُتزمِّتة والبرودة العاطفية التي تجدها هناك. وقد فاز الفيلم بجائزة الأوسكار"The Academy Award" لأفضل فيلم لعام 1940. وأُعطِيَ التمثال إلى سلزنيك، بصفته مُنتِج الفيلم. ولم يفُزْ الفيلم بجائزة أفضل مُخرِج لهيتشكوك.
كانت هناك عدة مشاكل بين سيلزنيك وهيتشكوك فسيلزنيك كان يفرض قوانين مقيدة لهيتشكوك. في الوقت نفسه كان سيلزنيك يشتكي من أن المُنتِج لم تكن لديه
مساحة لينتج فيلمه كما يريد فقد كان عليه أن يتبع رأي هتشكوكفي الإنتاج النهائي للفيلم . ريبيكا كان رابع أطول أفلام هيتشكوك وقد كان طوله 130 دقيقة، يسبقه فيلم ذا باراداين كيس بطول 132 دقيقة، وفيلم نورث باي نورثويست بطول 136 دقيقة، ثم فيلم توپاز بطول 142 دقيقة.
تم ترشيح الفيلم الأميركي الثاني لهيتشكوك، الفيلم المثير في المجموعة الأوروبية المعروف باسم «مُراسل الخارجية» في عام (1940) كأفضل فيلم في ذلك العام. واعتمد الفيلم في قصته على التاريخ الشخصي لفنسنت شِيان والذي أنتجه والتر ونقر. وقد شعرَ هيتشكوك وبعض الرعايا البريطانيين الآخرين بعَدم الارتياح للعيش والعمل في هوليوود في حين أن بلدهم كانت في حالة حرب؛ ونتج عن قلقه هذا فيلم أيَّدَ فيه علنًا جهود الحرب البريطانية وقد تم تصوير الفيلم في السنة الأولى للحرب العالمية الثانية وكان مُستَوحى من الأحداث المتغيرة السريعة في أوروبا، وتمت تغطيته بشكل خيالي من قبل مُراسل صحيفة أمريكية هي جويل مكاريا . وقد مزجَ الفيلم لقطات مشاهد أوروبية مع مشاهد تم تصويرها على أرض هوليوود. وتجنّب الفيلم الإشارات المباشرة إلى النازية، ألمانيا، والألمان امتثالاً لقانون رقابة الإنتاج في هوليوود .

## الأفلام في الأربعينات (1940)
تنوعت أفلام هتشكوك في فترة الأربعينات الميلادية ابتداءً من الأفلام الرومانسية الكوميدية كما في فيلم (Mr. & Mrs. Smith) الذي أنتج عام 1941م، ثم المسلسلات القضائية كما في (The Paradine Case) الذي أنتج في عام 1947م، وثم الأفلام الدرامية المتميزة بغموض الأحداث كما في (Shadow of a Doubt) عام 1943م.
في شهر سبتمبر من عام 1940 الميلادية قام هتشكوك بشراء مزرعة كورن (Cornwall Ranch) والتي تبلغ مساحتها مائتين هكتر (Km20.81) بالقرب من وادي سكوت (Scotts Valley) في جبال سانتا كروز (Santa Cruz Mountains). وقد أصبحت المزرعة المسكن الأساسي لعائلة هتشكوك على الرغم من وجود منزل بل اير (Bel Air). وفي عام 1940 م كان فيلم «الشك» (Suspicion) أول فيلم عُرف فيه هتشكوك كأول منتج ومخرج للأفلام في ذلك الوقت. وقد استخدمت إنجلترا والساحل الشمالي لسانت كروز (Santa Cruz) في كالفورنيا لتشابه المواقع التي كان يريدها هتشكوك في المنطقتين.
في فيلم (Suspicion) قاد دور البطولة الممثل غاري غرانت (Cary Grant) والتي كانت هي تلك المرة الأولى للمثل غاري في التعامل مع المخرج هتشكوك . ومن الطريف أن دور غاري في الفيلم كانت البداية لأدوار الشرير التي تقمصها غاري وعرف بها بعد ذلك. كما شارك غاري دور البطولة في الفيلم الممثلة جوان فونتين (Joan Fontaine) والتي نالت جائزة الأوسكار كأفضل ممثلة وجائزة دائرة نقاد الأفلام السينمائية في نيويورك (New York Film Critics Circle Award) «وذلك لدورها الرائع في ذلك الفيلم». كان دور الممثل غرانت يتمثل في ذلك الرجل الإنجليزي المتملق عديم المسؤولية والذي كانت تصرفاته مصدر لشك وقلق زوجته الإنجليزية الخجولة (Fontaine). إحدى اللقطات الملفتة للنظر في الفيلم كان استخدام المخرج هتشكوك للمصباح الزجاجي فقط ليوضح للمشاهدين ماهية كأس الحليب المشؤوم الذي أحضره غرانت لزوجته. الفيلم المقتبس من رواية قبل الحقيقة (Before the Fact) للروائي فرانسيس (Francis Iles) يصور البطل غرانت بالقاتل في نهاية الرواية، لكن المخرج هتشكوك والمعاونين له رأوا أن نهاية كهذه من الممكن أن تسيء لصورة الممثل غرانت بعد ذلك. على الرغم من أن المخرج هتشكوك رأى أن القتل كان سيمثل خياراً أفضل كما أخبر بذلك فرانسوا ترافو (François Truffaut)، لكنه فضّل النهاية الغامضة للفيلم.
كان المخرب (1942) أول إحدى الفلمين الذي أعدهما هتشكوك لـ «عالمي»، الاستديو الذي سيواصل به باقي مسيرته خلال السنوات اللاحقة. أُرغم هتشكوك على استعمال عقد «عالمي» للاعبين روبرت كامنغز Robert Cummings وبريسيلا لينPriscilla Lane كلاهما معروف بعمله في الكوميديا والدراما البسيطة. ومع كسر الاتفاقيات مع هوليوود في ذلك الوقت، قام هتشكوك بتوسعة مكان التصوير، خصوصا في مدينة نيويورك، وصور المواجهة بين المخرب المشتبه به (كامينغز) والمخرب الحقيقي (نورمان لويد) على قمة تمثال الحرية. وأخرج أيضا في تلك السنة هل سمعت ؟ (? Have you heard)، على مسرحة التصوير الفوتوغرافي لمخاطر الإشاعات وقت الحرب، لمجلة الحياة
ظلال الشك
الفيلم الذي يفضله هيتشكوك شخصياً من بين جميع أفلامه .. والفلم الثاني من أفلام ” هيتشكوك“ للـ«عالمي»
«تخالد الظنون» في في هذا الفلم ”تيريزا رايت“ والتي قامت بدور ” شارلي نيوتن“ أو “ شارلوت “ حول عمها المحبوب ” جوزيف كوتن” والذي يقوم بدور“ شارلي أوكلي “ وهو في الحقيقة قاتلُ تسلسلي . وقد صرح نقاد الأفلام بإمكانياتِ هذا الفيلم حيث أنه استخدم شخصيات متداخلة وحوارات ونهايه أنشأت جيلاً من النظريات وداوفع التحليل النفسي
بالاشتراك مع سالفوج زيزك (Slavoj Žižek) وجاكوس لوكان (Jacques Lacan)، قام هتشكوكبتصوير فيلم على نطاق واسع في الموقع في شمال كاليفورنيا في مدينة سانتا روزافي صيف 1942 م، المخرج استعرض هوسه الخاص في الجريمة والمجرمين عندما جعل اثنين من شخصيات الفلم يتناقشان حول طرق لقتل الناس، مما أدى إلى انزعاج” شارلوت“ الواضح !
خلال عمله لدى توينتث سينتشوري فوكس، قام هتشكوك باعتماد نصٍ من جون ستاينبيك سجل خبرات الناجين من هجمة يوبوت ألماني في فلم لايف بوت (1944). تم تصوير المشاهد الحركية (أكشن) في قارب صغير في خزان مياه الاستوديو. بالإضافة إلى هذا، شكل الموقع مشاكل لظهور هيتشكوك التقليدي. تم حل ذلك من خلال وضع صورة هيتشكوك في جريدة كان ويليام بيندكس يقرؤها في القارب، تُظهر المخرج في إعلان «قبل وبعد» للريديوسو اوبيسيتي سلير (منتج لتخفيف الوزن). خلال تواجده في فوكس، فكر هيتشكوك جدياً بإخراج النسخة السينمائية لرواية آرتشيبالد جوزيف كرونين عن قسٍ كاثوليكي في الصين، مفاتيح المملكة، ولكن الخطط لهذا فشلت. انتهى المطاف بإخراج جون مالكولم ستاهل للفيلم في 1944، والذي أنتجه جوزيف مانكيفيتس وجريجوري بيك، من بين نجوم أخرين.
بالعودة إلى إنجلترا في زيارة مطولة في أواخر عام 1943 وبدايات عام 1944, قدم هتشكوك فيلمين قصيرين لوزارة الإعلام، بون فوياج Bon Voyage وأفينتوريه Aventure Malgache قدمت لفرنسا الحرة، وكانت هذه الأفلام الوحيدة التي تم تقديمها باللغة الفرنسية، و«ميزة اللمسات الهتشكوكية النموذجية». في عام 1990 تم عرض الفيلمين من قبل أفلام تيرنر كلاسك وتم السماح للعرض المنزلي. في عام 1945, خدم ك «مستشار العلاج» (في الواقع، محرر الفيلم) لفيلم المحرقة الوثائقي من قبل الجيش البريطاني. الفلم، الذي سجل تحرير معسكرات الاعتقال النازية، لم يفرج عنه حتى عام 1985, عندما تم الانتهاء منه من قِبل PBS frontline وتم توزيعها تحت مسمى ذكرى المخيمات
عمل هيتشكوك لحساب سيلزنيك مرة أخرى عندما أخرج فيلم سبيلبوند (Spellbound) عام 1945، والذي حاول اكتشاف التحليل النفسي وعرض سلسلة أحلام صممها سلفادور دالي (Salvador Dalí). لعب جروجري بيك دور د. آنتوني إدواردز (Anthony Edwardes) الفاقد للذاكرة والذي كان تحت علاج المحللة النفسية د. بيترسون Dr. Peterson (انجريد بيرجمان Ingrid Bergman)، والتي وقعت في حبه خلال محاولاتها لكشف ماضيه المكبوت . كانت سلسة الأحلام -حسب ظهورها في الفيلم- أقصر بعشر دقائق عما كان متصورًا في الأصل، بعد أن تم تحريره وتعديله بواسطة سيلزنيك لتمكينه من العرض بفاعلية أكبر . وجهتا نظر للتصوير تم تنفيذهما عن طريق بناء يد خشبية ضخمة (و التي كانت تظهر لتوضيح وجهة نظر الشخصية التي التقطتها الكاميرا) ودعائم خارجية لها لتحملها: كأس حليب بحجم دلو ومسدس خشبي كبير. ولزيادة الحداثة والتأثير، المشهد المؤثر لإطلاق النار تم دهانه يدويا بالأحمر في بعض النسخ ذات اللون الأبيض والأسود من الفيلم. بعض القطع الموسيقية الأصلية للموسيقار ميكلوس روزسا "Miklós Rózsa" (و الذي تم فيها استخدام آلة الثيريمان) تم اعتمادها لاحقا عن طريق مؤلفها لتكوين كونسيرتو بيانو.
أتي فيلم «مُشَهَّرٌ بِهِ Notorious» بعد فيلم «مفتون Spellbound». ووفقاً لهتشكوك في مقابلته الطويلة مع المذيع فرانكوس ترفياوت (François Truffaut) فإن المنتج السينمائي سيلزنك قد اتفق معه على بيع حقوق النص السينمائي من تأليف بن هتشت (Ben Hecht) مع ممثلين الأدوار الرئيسية جرانت وبارجمن (Grant and Bergman) لشركة راديو كيث أورفيم السينمائية بصفقة قدرها خمس مئة ألف دولار بعد المبالغ المتعثرة من فيلم سيلزنك «مبارزة في وضح النهار Duel in the Sun» وكان فيلم مُشَهَّرٌ به من بطولة هتشكوك مع انجرد براجمن ومع كاري جرانت (Ingrid Bergman and Cary Grant)، وكان تتمحور حبكة الفيلم عن النازيين ومعدن اليورانيوم وأمريكا الشمالية. وحقق الفيلم نجاحات هائلة في شباك التذاكر الإمريكية وأُعتبر الفيلم من أفضل افلام هتشكوك الذي لاقى استحسان الجميع. وباستخدامه قضية اليورانيوم كحبكة سينمائية جعله لمدة قصيرة محط أنظار المباحث الفيدرالية. وذكر ميك قيليقن (McGilligan) أنا هتشكوك أستشار الدكتور الفيزيائي بمعهد كاليفورنيا للتقنية روبورت ميليكان (Robert Millikan) عن امكانية تطوير قنبلة ذرية. وقال المنتج سيلزنك بأستياء أن الفكرة ما هي إلا خيال علمي التي واجهتها تأكيد الأخبار لتفجير هيروشيما وناجازاكي النووي في اليابان في شهر أغسطس عام 1945.
بعد انتهائه من آخر فيلم لسيلزنيك (Selznick) بعنوان قضية باراداين The Paradine Case (وهي دراما تدور أحداثها في المحكمة، رأى النقاد أنها فقدت زخمها لطولها الواضح واستنفذاها ما تملكه من أفكار)، صور هيتشكوك أول أفلامه الملونة باسم Rope لعام 1948. وفيه قام بتجربة التشويق المرتب ضمن مكان ضيق كما سبق وفعل في فيلم Lifeboat عام 1943. ورغم أنه عادة تصور الأفلام في لقطات منفردة، تم تصوير فيلم Rope في عشرة مشاهد طويلة يتراوح كل مشهد ما بين أربعة ونصف إلى عشرة دقائق، وتعتبر هذه العشر دقائق أقصى مدة تستطيع حجرة فيلم الكاميرا تحملها في ذلك الوقت. كما كان يتم إخفاء بعض التنقلات بين البكرات عن طريق استخدام شيء معتم يملأ كل الشاشة للحظة. وقد استخدم هيتشكوك هذه التقنيات لإخفاء الانقطاعات ولكي تكون الكاميرا في نفس المكان أثناء ابتداء المشهد التالي. كما لعب جيمس ستيوارت بطولة الفيلم، حيث كان هذا أول تعامل له مع هيتشكوك من بين أربعة أفلام. واستند الفيلم على قضية ليوبولد وليوب التي وقعت في عشرينيات القرن الماضي. وتمكن مصور هيتشكوك بطريقة ما أن يحرك الكاميرا الملونة الضخمة والثقيلة في أرجاء موقع التصوير وهي تلاحق مجريات القصة بلقطاتها الطويلة.
تحت برج الجدي (1949)، وضعت في القرن التاسع عشر بأستراليا، واستخدم تقنية قصرة الأجل لمن يأخذ وقتا طويلا، ولكن بشكل محدود أكثر. واستخدم التقنية الملونة مرة أخرى، ثم عاد إلى أفلام الأبيض والأسود لعدة سنوات. لفيلم الحبلوتحت برج الجدي، أسس هتشكوك شركة إنتاج مع سيدني بيرنيستين تدعى صور الأطلسي، والتي أصبحت غير فعالة بعد هاتين الصورتين الغير ناجحة. واستمر هتشكوك بإنتاج أفلامه الخاصة لبقية حياته.

## الخمسينات: سنوات الذروة
صور هيتشكوك فيلم رهبة المسرح (Stage Fright) في عام 1950م في المملكة المتحدة. ولأول مرة تعاون مع أشهر نجوم وارنر بروس (Warner Bros) (81) جان ويمان (Jane Wyman) ومع الممثلة الألمانية الفاتنة مارلين ديتريش (Marlene Dietrich). استعان هيتشكوك بالعديد من الممثلين البريطانيين البارزين مثل مايكل وايلدينغ (Michael Wilding)، ريتشارد تود (Richard Todd)، وليستر سيم (Alastair Sim). كان هذا إنتاج هيتشكوك الأول لوارنر بروس (Warner Bros).التي وزعت فيلم
حبل وتحت برج الجدي (Rope and Under Capricorn)، والذي صُور بواسطة شركة المحيط الأطلسي (Transatlantic Pictures) التي كانت تعاني من صعوبات مالية .
(82) في فيلم غرباء في القطار (Strangers on a Train)(1951م) المستند على رواية لباتريسيا هايمسيث (Patricia Highsmith)، جمع هيتشكوك العديد من العناصر من أفلامه السابقة. فقد تواصل مع داشيل هاميت (Dashiell Hammett) لكتابة الحوار ومع دايموند تشاندتر الذي تولى المهمة ومن ثم تركها وغادر بسبب خلافات مع المخرج.
وتقوم قصة الفيلم على رجلين تقابلا بالمصادفة، أحدهما كان يفكر في أن يقوم بجريمة قتل بطريقة مضمونة. واقترح بأنه بما أن كلا الشخصين يرغبان في قتل شخص ما. فليقم كل شخص بتنفيذ جريمة القتل التي يريد تنفيذها الشخص الآخر. دور فارلي جرانجز (Farley Granger) كان دور الضحية البريئة في المخطط بينما روبرت ووكر (Robert Walker)، والذي كان يعرف سابقا بأدوار الصبي اللطيف والخجول، فقد لعب دور الشرير.
وكان ليو وسرمان (Lew Wasserman)رئيس شركة الموسيقى الأمريكية التي تتضمن قائمة زبائنه أمثال جيمس ستيوارت (James Stewart) وجانيت لي (Janet Leigh) وممثلين آخرين ظهروا في أفلام هيتشكوك كان لهم تأثير كبير على التعبئة والتسويق لأفلام هيتشكوك في بداية الخمسينيات.
وبعد فيلم (أنا اعترف) (I Confess) في العام 1953 مع مونتغري كليفت (Montgomery Clift) تلى ذلك ثلاثة أفلام معروفة من بطولة غريس كيلي (Grace Kelly)
فيلم (Dial M for Murder) الذي كان مقتبساً من مسرحية لـ فريدريك نوت
ويلعب راي ميلاند (Ray Milland) دور الماكر لاعب التنس السابق الذي يحاول قتل زوجته الغير وفية له وهي غريس كيلي (Grace Kelly) حتي يأخذ
أموالها. وعندما زوجته قتلت القاتل المأجور دفاعاً عن نفسها كان ميلاند يتلاعب بالأدلة ليلصق تهمة القتل بزوجته. حبيبها مارك هاليداي (Mark Halliday) (روبرت كامنغز) (Robert Cummings) ومفتش الشرطة هابرد (Hubbard) (جون وليامز) (John Williams) عملوا بشكل عاجل لإنقاذها من الإعدام.
جرب هيتشكوك السينما الثلاثية الأبعاد . وتأثير العمق كان مستخدماً بشكل كبير في مشهد واحد فقط . في زمن إطلاق الفيلم كان الجمهور يشعر بغرابة من المشاهد الثلاثية الأبعاد. لذلك فقد عرض بتأثير
ثلاثي أبعاد في مرات قليلة في العرض الأول للفيلم. النسخة الثلاثية الأبعاد انتعشت في بعض المناسبات في المدن الأمريكية الكبيرة عندما أعيد إصدار الفيلم بشكل مختصر في الثمانينيات.
وقد كان الإنتاج اللوني للفيلم علامة لهتشكوك.
انتقل هيتشكوك إلى استوديو باراماونت (Paramount Pictures) وصور فيلم "النافذة الخلفية (Rear Window) في 1954 قام ببطولته جيمس ستيوارت (James Stewart) وكيلي (Kelly) مرة أخرى، كذلك ثيلما ريتر (Thelma Ritter) وريموند بور (Raymond Burr). يلعب ستيورارت دور موصور فوتوغرافي (روبرت كابا Robert Capa)، المُقعد مؤقتاً على الكرسي المتحرك: بدأ بمراقبة الجيران ليخرج عنه الملل، بعدها أصبح واثقا بأن أحد جيرانه (ريموند بورRaymond Burr) قام بقتل زوجته. يحاول ستيوارت بأخبار كلا من صديقته عارضة الازياء الفاتنة (كيلي)، التي استوحى شخصيتها كاتب السيناريو جون مايكل هينز (John Michael Hayes) من زوجته، والشرطي بَدي (buddy، يقوم بدوره ويندل كوري Wendell Corey) واقناعهم بنظريته، وفي الأخير ينجح بذلك. كما في فيلم قارب النجاة وحبل (Lifeboat and Rope)، الشخصيات الرئيسية كانوا موجودين في مكان صغير، كان استوديو ستيوارت في الشقة الصغيرة ويطل على فناء واسع. كان هيتشكوك يقترب من وجه ستيوارت ليظهر ردود فعل شخصيته على مرأى من الجميع، قائلا "من الهزلي استراق النظر، موجها نظره إلى صديقه، المرعوب والهالع يراقب كيلي وبور في شقة الشرير".
ثالث أفلام كيلي (القبض على اللص "To Catch a Thief") عام 1955، فقد تم تصويره في منطقة الريفيرا الفرنسية، واشترك في بطولته معها «كراي قرانت» (Cary Grant). حيث يلعب دور اللص المتقاعد «جون روبي» (John Robie). والذي يصبح المشتبه به الرئيسي في عدد من قضايا السرقة في منطقة الريفيرا. وأيضاً تستيطع الوريثة الأمريكية التي تؤدي دورها كيلي إظهار الشخصية الحقيقية له. بغض النظر عن فارق العمر الكبير بين كيلي وقرانت والنص المليء بالتلميحات وقدرتهم الطبيعية على التمثيل أثبتت نجاح الفلم تجارياً. كان هذا الفيلم آخر أفلام هتشكوكمع كيلي. لقد تزوجت أمير موناكو (Prince Rainier) عام 1956. وكان السكن في بلدتها الجديدة ضد تصويرها لأي أفلام. قام هيتشكوك بإنتاج فيلمه القديم (The Man Who Knew Too Much) لعام 1934في عام 1956بنجاح. قام بدور البطولة هذه المرة ستيوارات و«دوريس داي» (Doris Day) والتي قامت بغناء أغنية الشارة ، "Que Sera, Sera (Whatever Will Be, Will Be)"، والتي فازت بجائزة الأوسكار لأفضل أداء غنائي وأصبحت من أكثر أغانيها نجاحاً. يقومان بدور الزوجين اللذين يتم اختطاف ابنيهما وذلك لمنعهما من التدخل في عملية اغتيال. وكما في النسخة الأولى من الفلم ، يتم تصوير ذروة الفيلم في قاعة ألبرت الملكية في لندن.
كان فيلم «الرجل الخاطئ» (1957م)، فيلم هيتشكوك لأخير لـ «وارنر بروس»، أنتج الفيلم بجودة ضعيفة باللونين الأبيض والأسود وهو مبني على قصة حقيقية عن خطأ في الهوية نُشر في مجلة الحياة عام 1953 م. كان هذا فيلم هيتشكوك الوحيد مع النجم هنري فوندا. لعب فوندا دور الموسيقي في «نادي ستروك» الذي يُلقى القبض عليه بالخطأً بدلاً من لص مُخزن الخمور ويحاكم بتهمة السرقة بينما زوجته (الوافدة الجديدو ڤيرا مايلز) تصيبها صدمة عصبية وتنهار تحت الضغط. وقال هيتشكوك ان خوفه الدائم من الشرطة جذبه إلى هذا الموضوع، وكان جزءاً لا يتجزأ من العديد من المشاهد.
(Vertigo)، هذه المرة مع كيم نوڤاك وباربارا بيل غيدس . لعب ستيوارت دور (سكوتي) محقق شرطة سابق يعاني من رهاب المرتفعات. والذي نشأت لديه هواجس وخيالات مع امرأة اسمها (نوڤاك). وقد أدى هوس (سكوتي) هذا إلى مأساة في النهاية. هذه المرة لم يختر هيتشكوك نهايةً سعيدة .
يحتوي الفيلم على تقنية تصوير طورتها (إيرمين روبرتس) وتم استخدامها كثيراً من قبل العديد من صُنّاع الأفلام ، حيث تظهر الصورة متمددة ويحدث هذا عن طريق تحريك الكاميرا في الاتجاه المعاكس لعدسة التقريب والتبعيد (الزووم)
أصبحت هذه التقنية تُعرف بألقاب كثيرة منها : زووم دوللي (زوولي)، هيتشكوك زووم وتأثير (ڤيرتيغو).
على الرغم أن الفيلم يعد اليوم كلاسيكياً فإن فيلم ڤيرتيغو واجه تقييمات سلبية واستقبالاً ضعيفاً في شباك التذاكر عند إطلاقه. وكان آخر تعاون بين هيتشكوك وستيوارت . على الرغم من احتلاله المرتبة الثانية (بعد فيلم سيتيزين كين) لما يقارب خمسين عاماً ، فقد حصل على أعلى تصويت من قبل النقاد في استطلاع العقد سايت آند ساوند 2012م. عرض الفيلم لأول مرة في مهرجان سان سيباستيان للأفلام حيث ربح هيتشكوك صدفة فضية.
وفي ذلك الوقت كان هتشكوكقد صور افلاما في مناطق عديدة من الولايات المتحدة
، وقد تبع فلم Vertigoثلاث أفلام أخرى ناجحة، اشتهر اثنان منهم كأحد أفضل أفلامه وهما المختل North by Northwest والشمال (1959) and Psycho(1960): وكان الفلم الثالث بعنوان الطيور : The Birds (1963) وفي فلمه خان كيري غرانت روغر ثورن هيل رئيس تنفيذي لوكالة اعلانات في جادة ماديسون يتم الاشتباه بينه وبين عميل سري للحكومة.
وقد كان ملاحقا من قبل عملاء العدو في جميع أنحاء أمريكا، ويبدو أن احدهم هو إفاد كيندال (Eva Marie Saint)، الذي يعمل متخفياً في واقع الأمر.

## من عام 1960
ويعد فيلم Psycho كأحد أشهر أفلام هيتشكوك. وهو العمل الذي أُنتج بميزانية شحيحة تبلغ 800,000 ألف دولار، وصور بالأبيض والأسود في موقع هو بالأصل لقطع الغيار. العنف غير المسبوق في مشهد الاستحمام والوفاة المبكرة للبطلة والأرواح البريئة التي انتهكت على يد مجرم مختل كانت جميعها علامة مسجلة باسم هيتشكوك، قبل أن تقلد في أفلام رعب لاحقة كثيرة أخرى. وبعد إتمامه الفيلم، انتقل هيتشكوك للعمل مع شركة يونيفيرسال حيث بقي فيها حتى نهاية مسيرته.
هتشكوككأحدث بطلة شقراء لديه مقابل رود تيلور. وتضمنت مشاهد هجوم الطيور على مئات اللقطات وكانت تلك المشاهد عبارة عن خليط من المشاهد الواقعية والرسوم المتحركة. وقد بقيت قضية هجوم الطيور بلا إجابة ، «وقد يكون الهدف تسليط الضوء على قوى غامضة غير معروفة»
وبعد عقود من الزمن، أطلقت هيدرين على هتشكوكلقب كاره النساء وقالت بأن هتشكوكأنهى مهنتها فعلياً بتوقيع عقد حصري معها لمدة سنتين وذلك عندما رفضت عروضه الجنسية. وفي عام 2012 وصفت هيدرين هتشكوكبأنه «شخصية حزينة» ورجل «ذو عبقرية غير عادية» وأيضا «شرير ومنحرف إلى حد الخطر وذلك بسبب تاثيره على الناس البسطاء جداً».
ورداً على ذلك نقلت صحيفة دايلي تيليغراف "Daily Telegraph" مقالاً فيه أقوال العديد من الممثلات اللاتي عملن مع هتشكوكمثل أيفا مارين سانت ، دوريسس داي وكيم نوفكا، وجميعهم ظهروا لدحض ماقالته هيدرين عنه.
وكانت الموسيقى التصويرية لأخر فلمين غير تقليدية، وقد لحن برنارد هيرمان كلا الفلمين وكان الصراخ المتتابع الذي يصدر عند مشاهد القتل في فلم نفوس معقدة متنافر بشكل غير معتاد وفي فلم الطيور تم الاستغناء عن الأدوات التقليدية وعند التسجيل استبدلوها بأدوات إلكترونية وتم تسجيل أغنية لا يرافقهم
بأصوات أطفال المدارس (كان ذلك قبل أن يتم الاعتداء على مدرسة بوديغاباي)و تعتبر هذه الأفلام من أعظم أفلامه الأخيرة، ودائما يكون النقد ضد أفلامه، وبالرغم من ذلك فان بعض النقاد مثل روبن وودودونالدسبوتو، يعتبرون فلم هيستوك مارني (1946فلم من الطراز الأول، وبعضهم اعتبر فلم فرينزي تم تجاهله بشكل غير عادل
ضعف صحة هتشكوكقلل من عمله خلال العقدين الأخيرين من حياته المهنية. قام بتصوير اثنين من أفلام رعب التجسس مع مواضيع ذات صلة بالحرب الباردة. الأول، "Torn Curtain" ستارة ممزقة (1966)، مع بول نيومان (Paul Newman) وجولي أندروز (Julie Andrews)، يعرض النهاية المريرة لاثني عشر عاما من التعاون بين هيتشكوك والملحن برنارد هيرمان (Bernard Herrmann). أطلق هيرمان عندما كان هيتشكوك غير راضي عن علامته. "Topaz" توباز (1969)، استنادا إلى رواية ليون أوريس ، عرض جزئيا في كوبا ، تلقى كل منهما ردود فعل متباينة من النقاد.
عاد هيتشكوك في عام 1972 إلى إنجلترا لإنتاج فيلمه ما قبل الأخير «الجنون Frenzy». فبعد فيلميّ الجاسوسية متوسِّطيّ النجاح ، مثّلت حبكة هذا الفيلم عودة لأفلام قصص القتل المثيرة التي كانت في وقت سابق من حياته المهنية، ويعتمد الفيلم على رواية «وداعًا بيكاديلي، فارْوِل ليستر سكوير». وتُركز حبكة الفيلم على سفّاح في لندن المعاصرة. وفي مشهد مُبكّر جدًا يكون هناك حوار يُذكَر فيه حالتيّ قتل فعلية في لندن : جرائم السفاح كريستي في بدايات عام 1950، وجرائم السفّاح جاك المُمزِّق في عام 1888. القصة الأساسية تُعيد فيلمه السابق «المستأجر The Lodger». ريتشارد بلاني (جون فينش)، جرسون مُتقلّب له تاريخ بالغضب المتفجر، أصبح المشتبه به الرئيسي في «جرائم القتل بربطة العُنق Necktie Murders»، التي ارتكبها في الواقع صديقه بوب راسك (باري فوستر). وفي هذه المرة، جعَل هيتشكوك الضحية والشرير توأمين، بدلاً من أضداد، كما هو الحال في «غرباء على قُطار Strangers on a Train». فكان واحد منهم فقط هو من جسُرَ للقتل. ولأول مرّة يسمح هيتشكوك بالعري واللغة المُدنّسة، التي كانت تُعد من المحرمات في أحد أفلامه. وأظهَر أيضًا تعاطف طفيف لكبير المُفتّشين وحياته العائلية الساخرة . وقد لاحظ كُتّاب السيرة أن هيتشكوك قد دفع دائمًا حدود الرقابة على الأفلام، وتمكّنَ كثيرًا من التحايل على جوزيف برين، الرئيس القديم لدستور الإنتاج في هوليوود. وتراجع هيتشكوك مرّات عديدة في تلميحات خفية لمُخالفات ممنوعة من قبل الرقابة حتى منتصف عام 1960. حتى كتب باتريك McGilligan أن برين وآخرين أدركوا غالبًا أن هيتشكوك كان يُدرِج مثل هذه الأمور وقد كانوا في الواقع مستمتعين فضلاً عن انزعاجهم من استنتاجات هيتشكوك «التي لا مفَر منها». وبدءً مع «ستارة مُمزّقة Torn Curtain»، كان هيتشكوك في النهاية قادرًا على أن يُدرِج بشكل سافر عناصر حبكة ممنوعة سابقًا في الأفلام الأمريكية وقد استمر هذا للفترة المتبقية من مشواره في حياته المهنية .
كان فيلم «Family Plot مغامرة عائلة» في عام (1976) هو آخر فيلم لهيتشكوك. ويتعلّق الفيلم بمغامرات السيده بلانش تايلر، التي قامت بدورها باربارا هاريس، عالمة روحانية محتالة، وحبيبها سائق سيارة الأجرة بروس ديرن، التي كانت تجمع لُقمة عيشها من قِواها الزائفة. وقد شارك في بطولة الفيلم وليام ديفان ، وكارين بلاك وكاثلين نسبيت . وهذا هو الفيلم الوحيد لهيتشكوك الذي سُجّل من قِبل جون وليامز. واعتمادًا على رواية " the Victor Canning novel The Rainbird Pattern "، كان طابع الرواية أكثر شرًا وظلامًا مما أراده هيتشكوك للفيلم. وبالأصل فقد كتب كاتب السيناريو إرنست ليمان الفيلم بلهجة مظلمة ولكنها دُفعت إلى لهجة أخَفّ وأكثر هزلية عن طريق هيتشكوك. ومرَّ الفيلم بعناوين مختلفة بما في ذلك «الخداع ووَلي العهد المفقود Deceit and Missing Heir». وتم تغييره إلى «مغامرة عائلة Family Plot» بناءً على اقتراح من الاستوديو

## مشروعه الأخير وموته
عمِلَ هيتشكوك عند قرب نهاية حياته على سيناريو فيلم جاسوس مُخطط له - الليلة القصيرة The Short Night- بالتعاون مع كُتّاب السيناريو جيمس كوستيجان وإرنست ليمان . وعلى الرغم من العمل الأوّلي ، إلاّ أنّ القصة لم يتم إنتاجها كفيلم أبدًا . وكان هذا بسبب تدهور صِحة هيتشكوك ومخاوفه على صِحة زوجته - ألمْا - التي أصيبت بجلطة . وقد نُشرَ السيناريو بعد وفاته في كتاب عن سنواته الأخيرة .
توفي هيتشكوك في منزله «بيل إير» بسبب الفشل الكلوي في 9:17 صباحاً في يوم 29 إبريل لعام 1980 م .
و قد كتب كاتب السيرة «سبوتو» أن هيتشكوك رفض كل الاقتراحات التي وجهت له بأن يسمح للكِاهن بزيارته أو يحتفل بهدوء وتُقام طقوس رسمية في المنزل لراحته ، وكتَب الكاهِن اليسوعي «الكاثوليكي» مارك هنينجر أنه وزميله القِس توم سوليفان أدّوا «القُدّاس» وسمعوا الاعتراف في منزل المُخرج (طقوس كاثولكية).
و ترك هيتشكوك وراءه زوجته وابنتهما . وعُقدت مراسم جنازة هيتشكوك في كنيسة " Good Shepherd " الراعي الصالح الكاثوليكية في بيفرلي هيلز ، وبعد ذلك تم حرق جسده ونثر رُفاته فوق المحيط الهادي .
الموضوع: أدوات الحبكة ونمط القصة.
المقالة الرئيسية: مواضيع وأدوات لحبك القصة استخدمت في أفلام الفريد هتشكوك.
عاد هتشكوك عدة مرات إلى أنواع مختلفة من الحبك السينمائية ، مثل التشويق واعتبار المشاهدين كالفايور وهو نوع من الحبكة الدرامية التي توصف بعدم وضوح التمييز الأخلاقي بين المذنبين والأبرياء والذي عادة يجعل هذا الأتهام غير واضح بشكل حتمي للمشاهدين ، ولها أيضا غاية أخرى متعلقة بالتلصص الجنسي. وهناك نوع آخر يطلق عليه ماكقيفن وهذا النوع اشتهر به هتشكوك ، وهو أداة لحبك القصة وماكقيفن ذو أهمية كبيرة لمؤدي الشخصيات وتنعدم أهميته لدى المشاهدين، وهكذا تم دائما وصفه بغموض على أنه يتمحور حول الفضول والرغبة المحرضة التي تقود القصة وتحفز بعض الشخصيات لفعل بعض الأعمال فيها ، ولكن أهمية هذه الأفعال وعلاقتها مع محتوى الفيلم غير مهمة للمشاهد ومثال على هذا في فيلم «الشمال والشمال الغربي» عندما وصف ليو كارول جيمس ميسون بـ «المصدر والمورد»

## كيفية ظهور التواقيع في الأفلام
المقالة الرئيسية : قائمة كيفية ظهور شخصية ألفرد هيتشكوك :
ظهر هيتشكوك لفترات وجيزة في معظم أفلامه . فعلى سبيل المثال : لعب هيتشكوكدور راكب يصارع ركاباً آخرين ليجد مكاناَ له على متن القطار في فيلم (غرباءعلى قطار Strangers on a Train)، وشخص ينزه الكلاب لصالح متجر بيع حيوانات كما في فلم (الطيور The Birds)، وظلٍ في فيلم كما في فيلم (متآمر العائلة Family Plot)، وشخصٍ جالس على طاولة في صورة كما في فيلم (اتصل بـ إم للجريمة Dial M for Murder).

## علم نفس الشخصيات
تتميز شخصيات أفلام هيتشكوك أحياناً بالصراع في علاقات أبطاله مع أمهاتهم . ففي فيلم الشمال والشمال الغربي (1959 م) كان روجر ثورنهيل (لعب هذا الدور كاري غرانت) رجلاً بريئاً سخرته أمه ليصبح قاتلاً ، ثم تابعت ذلك بعده . أما في فلم الطيور (1963 م) فقد وجد رجل بريء - والذي ناضل لتحرير نفسه من أمه الملتصقة به (جيسيكا تاندي) - نفسه معرضاً للهجوم من قبل طيور شريرة، كما عانى القاتل في فلم الهيجان (1972 م) من كراهيته للنساء ما عدا والدته أدوليزز . ومن الأمثلة على اضطراب علاقات الأبطال مع الأمهات أيضاً كره الشرير برونو في فلم (غرباء على قطار) لوالده مع الحفاظ على علاقة وثيقة للغاية بوالدته (مثلت الدور ماريون لورن). وأيضاً صراع سيباستيان (كلود راينز) في فلم (سيئ السمعة) مع والدته التي كانت تشك في عروسه إليكياهوبيرمان - شكاً في محله - (لعبت الدور إنغريد بيرغمان). وأيضاً مشاكل نورمان بيتس مع والدته في فلم (النفسية).
يميل هيتشكوك إلى أن تتّصف بطلاته بالجمال واللطف وأن يكُنّ شقراوات ، اللواتي يكن لطيفات في البداية ولكن عندما يتمّ استفزاز عاطفتهن أو يشعرن بالخطر تكون استجابتهن أكثر حساسية أو وحشية أو حتى إجرامية ، فقد كن الشقراوات في فيلم (النزيل) (lodger) هنّ الضحايا الأكثر شهرة .
وفي فيلم (?? خطوة) كانت بطلة هيتشكوك الشقراء مادلين كارول ، مقيدة بالأصفاد .
في فيلم (مارني)???? م كانت الشخصية الرئيسية (بطولة تيبي هيدرين) لصة ، وفي فيلم (للقبض على لص)???? م عرضت فرانسي (غريس كيلي) المساعدة على رجل اعتقدت أنه لص .
أما في فيلم (النافذة الخلفية) عرّضت ليزا (غريس كيلي مرةً أخرى) حياتها للخطر باقتحامها شقة لارس ثورفالد .
المثال الأكثر شهرةً في Psychowhere جانيت لي حيث أدت دور الشخصية سيئة الحظ التي تسرق 40,000 ثم تُقتل على يد مختل عقلي منعزل .
كانت آخر نجمة شقراء لهيتشكوك باربارا هاريس (بعد مضي سنوات على فيلم داني وابنتها كلود جيد توباز) حيث أدت دور مختلة نفسية واهمة تحولت إلى جاسوسة هاوية ، في فيلمه الأخير (مؤامرة الأسرة)???? م ولعبت في نفس الفيلم كارين بلاك دور مهربة ألماس التي ناسبها الدور لأنها ارتدت شعراً مستعار أشقر طويل في عدة مشاهد ، ثم ازداد عدم رضاها عن سيرها في العمل.
وافقَ بعض النُقاد ودارِسُو هيتشكوك، ومن ضمنهم دونالد سبوتو وروجر إيبرت (Roger Ebert)، على أن فيرتيغو (Vertigo) يُقدِّم الصورة الأوضح لشخصية المخرج، حيث يتعامل مع هواجس رجل يسعى لتشكيل امرأة بالصورة التي يرغب بها. يكشف فيلم فيرتيغو بكثير من الوضوح وبمزيد من التفصيل اهتمام هيتشكوك بالعلاقة بين الجنس والموت أكثر من أي فيلم آخر من أفلامه. في كثير من الأحيان ذكر هيتشكوك بأن فيلمه المفضل (من التي أخرجها) كان «ظلال شك» (Shadow of a Doubt).

## أسلوب العمل

### الكتابة
علق هيتشكوك في إحدى المرات قائلا: «أقوم أنا مع الكاتب برسم السيناريو حتى أدق التفاصيل، وحين نفرغ لا يتبقى لنا إلا تصوير الفيلم. في الواقع، تبدأ مرحلة التنازلات عندما يخطوا أحدنا برجله إلى داخل الاستديو. في الحقيقة، يتمتع الروائي بأفضل طاقم حيث أنه ليس بحاجة للتعامل مع الممثلين وباقي الأشياء.» في مقابلة مع روجر إيبرت في سنة 1969م،
أوضح هيتشكوك باستفاضة:
"عندما يكتمل السيناريو، قد أفكر في عدم تنفيذ الفيلم على الإطلاق... أتمتع بعقلية تصورية قوية للغاية. فأنا أرسم في مخيلتي الفيلم كله حتى آخر لقطة. وأقوم بكتابة كل شيء في السيناريو حتى أدق التفاصيل، ولا أقوم بالنظر في السيناريو وقت التصوير لأنني أكون قد حفظته عن ظهر قلب، تماما مثل قائد الاوركسترا الذي لا يحتاج للنظر في مقطوعته المكتوبة... عندما الانتهاء من السيناريو، يكون الفيلم مثاليا. ولكنك تفقد خلال التصوير ما نسبته 40٪ من مفهومك ونظرتك الأصلية.
وفي فصل «الكتابة مع هتشكوك في دراسة مطولة للكتابة عن طرق عمل هتشكوك مع مؤلفيه ، ذكر المؤلف ستيفن ديروزا» أنه على الرغم من أن هتشكوك لم يكتب أي شيء فعليًا - خصوصًا في منتجاته مع هوليود- إلا أن هتشكوك أشرف وأرشد مؤلفيه في كل مسودة، وأصر على الاهتمام بالتفاصيل، كما أنه فضّل سرد القصة عن طريق الوسائل البصرية أكثر من السمعية ، في حين أن هذا أغضب بعض الكُتّاب، إلا أن آخرين اعترفوا بأن المخرج ألهمهم كثيرًا لتقديم أفضل ما لديهم. وغالباً ما أكد هتشكوك على أنه لم يحظى بأي مقابل جراء ذلك من الوسائل المرئية على كتاباته للأفلام. وبالرغم من ذلك مع مرور الوقت فقد نُعتت أعمالاً عديدة لكتابه إلى عبقرية وإبداع هتشكوك فحسب ، ونادرًا ما يقع في سوء الفهم حول طريقة تصحيحه. وعلى الرغم من تألقه التقني كمخرج إلا أنه أعتمد كثيراً على كتابه «لوحات القصص المصورة والإنتاج»
كان يتم توثيق أفلام هتشكوك بشكل مؤثر وبإستخدام أفضل تفاصيل اللوحات القصصية المصورة من قبل أغلبية المعلقين التلفزيونيين عبر السنوات. حيث ذكر هتشكوك أنه لم يكن مضطراً أبداً للنظر في عدسة الكاميرا، لأنه لم يكن بحاجة لفعل ذلك ، بالرغم من أن الصور الدعائية لأفلامه أظهرت عكس ذلك. وقد استخدم ذلك أيضاٌ كعذر حتى لا يغير أفلامه بعد رؤيته الإخراجية الأولى . وفي حال طلب منه الاستديو تغيير فيلم ما يحتج حينها معللاً ذلك إلى أنه تم تصوير الفيلم بطريقة فردية لعدم وجود بديل له لوضعه بعين الاعتبار.
وفي المقابل فإنه تمت مناقشة مدى صحة اهتمام هتشكوك كمخرج يعتمد على ما قبل الإنتاج بدلاً من الإنتاج الفعلي بحد ذاته في كتاب «مُراسل أمريكا لكراسات دو سينما»، لمؤلفه بيل كرون «هتشكوك في العمل» فبعد البحث في مراجعات سيناريوهات عديدة لهتشكوك، وملاحظاته لإصدارات موظفيه المكتوبة مع مراجعة القصص المصورة وإصدارات أخرى، لاحظ أن عمل هتشكوك غالباً ما ينحرف عن كيفية كتابة السيناريو أو عن الرؤية الأساسية لتصوير الفيلم. كما ذكر أن علاقة القصص المصورة بهتشكوك ليست إلا أسطورة تتعاقبها أجيال المعلّقين على أفلامه ، وتم تخليدها بشكل كبير من خلال هتشكوك نفسه أو من خلال أقسام الإعلام في الاستوديوهات. ومثال على ذلك هو الاحتفال برش المحاصيل في فيلم نورث باي نورثويست الذي لم يكتب في قصة مصورة. وطالب قسم الإعلام بعد الفيلم هتشكوك بتصويره في قصة مصورة ؛ لذا وظف هتشكوك رساماً؛ ليقوم بذلك حتى عندما كانت تُصنع القصص المصورة، كانت المشاهد تُصور باختلاف عنها بشكل ملحوظ. يُظهر تحليل كرون (Krohn) الشامل لإنتاج كلاسيكيات هتشكوك (Hitchcock) مثل «نوتوريوس» (Notorious) لقد كان هتشكوك (Hitchcock) مرناً بما قيه الكفاية ليغير مفهوم الفيلم خلال إنتاجه. ويشير كرون (Krohn) لمثال آخر وهو إعادة الإنتاج لفيلم «الرجل الذي عرف الكثير» (The Man Who Knew Too Much) والذي بدأ جدول تصويره بدون سيناريو مكتمل وعلاوةً على ذلك تجاوز الجدول المحدد. وهو كما يشير كرون (Krohn) شيءٌ لم يكن شائع الحدوث في عديد من أفلام هتشكوك (Hitchcock) بما فيها «غرباء في قطار» (Strangers on a Train) و«توباز» (Topaz). بينما قام هتشكوك (Hitchcock) بقدر كبير من الإعداد لجميع أفلامه، كان مدركاً تماماً أن العملية الواقعية لصناعة الأفلام غالباً ما تنحرف عن أفضل الخطط الموضوعة. وكان مرناً ليتأقلم مع تغيرات ومتطلبات الإنتاج حيث لم تكن أفلامه خالية من مواجهة العقبات المعتادة واستخدام الأنماط الشائعة خلال عدة عمليات إنتاج أفلام أخرى.
يلقي كرون (Krohn) أيضاً الضوء على طريقة هتشكوك (Hitchcock) بشكل عام من ناحية تصوير اللقطات بترتيب زمني والذي ظهر فيه من خلال وضع الميزانية والجدول الزمني لها والأكثر أهمية هو اختلافها في إجراء التشغيل ، أُرسل العديد من الأفلام للمونتاج الأساسي لهوليود في استديوهات (Studio System Era.). وعلى نفس القدر من الأهمية ميل هتشكوك (Hitchcock) لتصوير لقطات بديلة للمشاهد، وهي تختلف عن التغطية لأن الأفلام لا يتم تصويرها بالضرورة من زوايا مختلفة وذلك لإعطاء المحرر خيارات لصياغة الفيلم بالكيفية التي يختارها «وهذه غالباً ما تتم تحت إشراف المنتج». وفي الواقع هم يمثلون توجهات هتشكوك (Hitchcock) بإعطاء أنفسهم خيارات في غرفة الإنتاج، في المكان الذي يقدم فيه المشورة لمنتجي الأفلام بعد عرض اللقطات الصعبة لعمل ما. وطبقاً لما قاله كرون فإن هذه الأمور والتبادل الكبير للمعلومات الأخرى كشف خلال بحثه المتعلق بمستندات وسيناريوهات وتعديلات النص الخاصة بهتشكوك (Hitchcock)، أنه دحض فكرة أن هتشكوك (Hitchcock) من خلال عمله كمخرج كان مسيطراً بشكل فردي على أفلامه والتي كانت رؤيته الإخراجية لا تتغير أثناء عملية الإنتاج وهذا ما يجعل كرون (Krohn) يسجل بقاء أسطورة طويلة الأمد للمخرج آلفريد هتشكوك (Alfred Hitchcock).
وجد شغف هتشكوك (Hitchcock) وحرصه بأدق التفاصيل طريقه إلى تصميم ملصقات إعلان أفلامه، فكان يفضل هتشكوك العمل مع أفضل المصممين في وقته، فتعامل مع مصممين مثل بيل قولد (Bill Gold) وسول باس (saul Bass) وأعطى ملاحظات كثيرة عن الأعمال التي قدموها له حتى شعر بأن التصميم يصّور وبدقة فيلمه بالكامل.
فهتشكوك ببساطة لم يكن يحتمل اتباع منهجيه خاصة حيث أنه يعتقد أن الممثلين يجب عليهم فقط التركيز على أدائهم وأن يتركوا العمل على الشخصية والنص للمخرجين والكُتّاب، وفي مقابلة عن فيلم (Sight and Sound)
ذكر هتشكوك أن "الممثل (المنهجي) أمر مقبول في المسرح لأن لديه مساحة لحرية التحرك لكن عندما يتعلق الأمر بالطريقة التي يعبر بها وتعابير الوجه وما يرى، وما إلى ذلك فإنه لابد من بعض (الانضباط) خلال العمل على فيلم (Life boat)قال والتر سليزاك (Walter Skezak)، وهو الممثل الذي أدى دور الشخصية الألمانية ، أن هتشكوك عرف ميكانيكية التمثيل أفضل من أي شخص آخر يعرفه ، وقد لاحظ عدة نقاد أنه على الرغم من سمعته كرجل لا يحب الممثلين فإن العديد من الممثلين الذين عملوا معه قدموا أداءً متالقاً وجيداً وهذا الأداء يساهم في نجاح الفيلم.
طول الفيلم يجب أن يكون على علاقة مباشرة بمدى قدرة تحمل الإنسان وشد انتباهه
ألفيرد هيتشكوك
بالنسبة لهتشكوك الممثل كما الدعائم، كانوا جزءاً من مشاهد الفيلم، كما قال هتشكوك لـتريفوت:
«في رأيي، المطلب الرئيسي للممثل هو القدرة على إجادة عمل أي شيء، وهذا لا يبدوا بتلك السهولة. على الممثل أن يكون راغبًا بأن يتم استغلاله بشتى الوسائل عن طريق الكاميرا والمخرج عليه أيضا أن يسمح للكاميرا بأن تقرر مواطن التركيز السليمة والتي تسلط الضوء على أكثر المواضع فاعلية في التصوير».
أما بالنسبة لعلاقة هتشكوك المتوترة مع الممثلين، كانت هناك شائعة تتردد باستمرار بأن هتشكوك وصف الممثلين بالرعاع. هتشكوك قام بتوضيح هذه القصة خلال مقابلته مع فرانسوا تروفوت:
«أنا لست متأكدًا في أي موضع قد أكون قلت جملة كهذه. قد تكون قيلت عندما كنا نستخدم مجموعات من الممثلين الذين يمثلون معا دائمًا على المسرح. إذا كان عندهم حفلًا في وقت الظهيرة، وشككت أنهم سمحوا لنفسهم بأخذ وقت طويل لفسحة غداء فاخر. وهذا معناه أن علينا تصوير مشاهدنا في وقت ضيق جدًا وبسرعة شديدة حتى يتمكن الممثلين من الخروج للمسرح بدون تأخير. لم أكن أملك سوى أن أشعر بأنهم لو كانوا من أصحاب الضمائر الحية، لكانوا ابتلعوا غدائهم بسرعة في التاكسي الذي يقلهم إلى المسرح، ويصلون هناك على الموعد ليستعدوا للمسرح بوضع الماكياج ليتمكنوا من الصعود للخشبة على الوقت. لم يكن لي حاجة بأنواع الممثلين تلك».
في أواخر 1950م ، كان نقّاد الموجة الفرنسية الجديدة، خصوصاً إريك رومير ، كلود شابرول، وتروفو فرانسوا. من أوائل من يروي ويعزز أفلام هتشكوك ويعتبرونها من الأعمال الفنية، وكان هتشكوك واحداً من أوائل المخرجين الذين طبقوا نظرية المؤلفين والتي تشدد على السلطة الفنية للمخرج في عملية صُنع الفيلم. أثرت ابتكارات ورؤية هتشكوك على عدد كبير من المخرجين والمنتجين، والعناصر الفاعلة. ساعد تأثيره في بدء توجه مخرجي الأفلام للسيطرة على الجوانب الفنية من أفلامهم دون الرد على منتج الفيلم.

## الجوائز والتشريفات
رُشح هتشكوك لمرات عديدة وحاز على عدد من الجوائز المرموقة حيث نال جائزتين جولدن جلوبز وثمان جوائز لوريل أوارد وخمس جوائز إنجازات الحياة ، كما تم ترشيحه أيضاً لجائزة الأوسكار؛ لأفضل مخرج إلا أنه لم يفز بها وقد رُشح فيلمه (Rebecca) لأحدى عشرة جائزة فاز منها بجائزة أكاديمية الفنون (الأوسكار)؛ لأفضل تصوير بانفراد تام في العام 1940م والجدير بالذكر أن فيلماً آخر لهتشكوك وهو (Foreign Correspondent) قد ترشح أيضاً في نفس العام.
بالإضافة إلى هذه الجوائز نال هتشكوك لقب فارس في عام 1980م عندما تم تعيينه الفارس القائد من نقابة الامبراطورية البريطانية عالية الامتياز (KBE) عن طريق الملكة اليزابيث الثانية في احتفالية التكريم للسنة الجديدة لعام 1980م وقد سأله حينها أحد الصحفيين قائلاً :«لماذا تأخر تكريمك من الملكة كل هذه الفترة؟» فأجاب هتشكوك ساخراً: «أعتقد بأنه كان هناك شيء من اللامبالاة».
في عام 1999م كشفت منظمة الحفاظ على التراث الإنجليزي (هي منظمة مهتمه بالمباني التاريخية والآثار والثقافة في إنجلترا) الغطاء عن اللوحة التذكارية الزرقاء لهتشكوك (وهي عبارة عن لافتة تُعلق بشكل دائم في مكان عام تخليداً لذكرى ارتباط الأماكن بأحد المشاهير أو الأحداث كعلامة تاريخية) وكُتب فيها أن السير ألفريد هتشكوك عاش في لندن على شارع كرومويل 153 بين كينسينغتون وتشلسي

## التلفزيون والإذاعة والكُتب
اشتهر هتشكوك كذلك ببرنامجه التلفزيوني القصير (ألفريد هتشكوك يقدم) كما أنه كان ناشرا ذكيا ابتاع القصص القصيرة المخيفة التي راقت له وأصدرها في سلسلة اسمها (قصص لم يسمحوا لي بتقديمها على التلفزيون).
كان هتشكوك بالإضافة إلى والت ديزني (Walt Disney) من بين أبرز مُنتجي الأفلام السينمائية الأوائل الذين تصوروا تمامًا مدى الشعبية التي أصبحت لوسيلة التلفزيون . ومن عام 1955م إلى عام 1965م ، كان هتشكوك المُضيف والمُنتج لمُسلسل تلفزيوني بعنوان «عطاء ألفريد هتشكوك (Alfred Hitchcock Presents)». وقد رُبطت أفلام هتشكوك أسمه بقوة التشويق والترقُّب ، فقد جعلَ المُسلسل التلفزيوني من هتشكوك مشهورًا، فقد أصبح صوته الذي يشوبه السخرية وإلقاؤه المميز الطريف، وروح دعابتهُ السوداء، وصورته الايقونية وسلوكه مألوفًا ويمكن مُلاحظته فورًا وكان في كثير من الأحيان موضوع للمُحاكاة الساخرة.
كان عنوان البرنامج عبارة عن رسم كاريكاتوري مبسط لصورة هتشكوك الشخصية (تولى رسمها بنفسه، وتكونت من تسع جرات قلم)، وقد تم ملء صورته الظلية لاحقاً. كانت مقدمات قصصه في البرنامج تشتمل دائماً على نوع من الدعابة الساخرة، مثل وصفه لإعدام حصل مؤخراً لعدة أشخاص كان قد تعطل بسبب وجود كرسي كهربائي واحد فقط، بينما تُعرض لافتة «كرسيين - ممنوع الانتظار!» قام هتشكوك بإخراج حلقات قليلة من المسلسل التلفزيوني بنفسه وقد أزعج ذلك شركات إنتاج الأفلام عندما أصر على الاستعانة بطاقم الإنتاج التلفزيوني التابع له لإنتاج فيلمه السينمائي Psycho. في أوخر الثمانينات، وقد تم إنتاج نسخة جديدة من مقدمات هتشكوك للتليفزيون، حيث تم استخدام مقدمات هتشكوك الأصلية ولكن في شكل ملون.
اُستخدم في المسلسل لحنٌ قصيرٌ غريب من المُلحّن الفرنسي تشارلز قوند
(Charles Gounod)
(1818-1893)، مُؤلف أوبرا فاوست 1859م، وبقي كلحن رئيسي لبرامج هتشكوك التلفزيونية وذلك بعد أن أقترحها عليه المُلحن برنار هيرمان (Bernard Herrmann).
ضمَّنَ آرثر فيدلر
(Arthur Fiedler)
والفرقة الموسيقية (أوركسترا بوسطن بوبس) هذه المقطوعة، المسماة جنازة مارس "ماريونيت
Marionette
"، على واحدة من مقاطعهم التشغيلية الموَسعة بأقراص ذات 45 دورة في الدقيقة الـ
RCA Victor خلال الخمسينات
1950.
وقد كانت عروض ألفريد هتشكوك معروضة من قبل كرتون فريز فريلينغ
ظهر هتشكوك كشخصية محقق في سلسة كتب شهيرة تُدعى الفرد هتشكوك والمحققين الثلاثة، وكانت هذه السلسة الطويلة من عمل روبرت ارثر الذي كتب الأجزاء الأولى منها، وبعد رحيله أكمل السلسة كُتاب آخرون. وكانت شخصيات المحققون الثلاثة بيتر جونز وبوب اندرو وبيتر كرينشو أحدث قليلًا من شخصيات الشبان الأقوياء. في بداية كل سلسة تقوم شخصية هتشكوك بعرض الغموض في القضية وأحيانا يسلم القضية للمحققين الثلاثة ليقوموا بحلها. وفي نهاية الكتاب يقدم المحققون الثلاثة تقريراً عن القضية لهتشكوك وفي بعض الأحيان يقوموا باهدائه تذكار من القضية.
وعندما توفي هتشكوك (الشخص نفسه) حل مكان شخصية هتشكوك في السلسة الكتابية محقق متقاعد يدعى هيكتور سابستيان، لهذا السبب تم تغيير اسم السلسة من الفرد هتشكوك والمحققين الثلاثة إلى المحققين الثلاثة فقط.
في ذروة نجاح هتشكوك ، طُلب منه أيضا تقديم مجموعة من الكتب المرفقة باسمه
كانت هذه السلسلة عبارة عن مجموعة من القصص القصيرة من قبل كُتاب القصة القصيرة الشعبيين ، وقد أمتازت بالتركيز على التشويق وأفلام الرعب بشكل أساسي.
وشملت هذه العناوين : مختارات ألفريد هتشكوك، ألفريد هتشكوك يقدم: قصص يمكن قرائتها وحيداً، متحف الوحش ألفريد هتشكوك، حكايات ألفريد هتشكوك خارق الرعب والتشويق، المتحدث الساحر ألفريد هتشكوك في الإثارة، ألفريد هتشكوك مشروب الساحرات ، ألفريد هتشكوك معرض الشبح ، الفريد هتشكوك عشرات من الجلاد، قصص ألفريد هتشكوك ليست للعصبيين وألفريد هتشكوك البيت المزحوم المسكون ............
لم يُشارك هتشكوك في القراءة بشكل فعلي أو المراجعة أو التحرير أو حتى في اختيار القصص القصيرة: بل في الواقع، كانت له مقدمات غير مكتملة أي شبه مكتوبة.
وكان سبب مشاركته في المشروع هو إعارة أسمه وجمع النقود.
تشمل قائمة الكتاب البارزين الذين اُستخدموا في المجموعة : شيرلي جاكسون (الغرباء في المدينة ، واليانصيب) تي اتش وايت (المرة الواحدة وملك المستقبل)، روبرت بلوخ، إتش جي ويلز (حرب العوالم)، روبرت لويس ستيفن سون، السيد آرثر كونان دويل، مارك توين، وإبداع المحققين الثلاثة ، روبرت آرثر..........
وبطريقة مماثلة، كان اسم هتشكوك مرخص للموجز الشهري، مجلة الغموض لألفريد هتشكوك، التي بدأت بالنشر منذ عام 1956م...........
كما كتب هتشكوك قصة السر لمجلة لوك في عام 1943م، «قتل مونتي وولي»، التي كانت عبارة عن سلسلة من الصور المُلتقطة التي تدعو القارئ للتدقيق فيها بحثاً عن أدلة تساعده في التعرف على هوية القاتل.. يُشكل هتشكوك المؤدين كما هم .... مثل ولي، دوريس ميريك وخبير الماكياج غاي بيرس، الذي سماه هتشكوك، في الصورة الأخيرة بالقاتل........ وقد طُبعت المقالة في مجلة الألعاب في نوفمبر / ديسمبر من عام 1980م.
في سبتمبر من عام 2010، بثَّ راديو «بي بي سي 7» سلسلة من خمسة برامج تستغرق خمسة عشر دقيقة بعنوان الراحل ألفريد هيتشكوك يُقدِّمها مايكل روبرتسم مُجسِّدًا ألفريد هيتشكوك بتعليقات استهلالية / ختامية وقام بقراءة القصص بصوته. وكان يُراد في الأصل من هذه القصص الخمس أن تكون مُسلسلا تلفزيونيا، ولكن تم رفضها بسبب طبيعتها المُملّة :
«التمثال الشمعي The Waxwork» بواسطة ألفريد ماكلاين بوراق (A. M. Burrage) (بُثَّ في 13 سبتمبر لعام 2010)
«سرِدني فاشتر Sredni Vashtar» بواسطة ساكي (Saki) (بُثَّ في 14 سبتمبر لعام 2010)
«الساعي للكمال The Perfectionist» بواسطة مارغريت سانت كلير (Margaret St. Clair) (بُثَّ في 15 سبتمبر لعام 2010)
«أن أكون قاتل نفسي Being a Murderer Myself» بواسطة آرثر ويليامز (Arthur Williams) (بُثَّ في 16 سبتمبر لعام 2010)
«شريك الرقص The Dancing Partner» بواسطة جيروم ك. جيروم (Jerome K. Jerome) (بُثَّ في 17 سبتمبر لعام 2010)

## وصلات خارجية
- ألفريد هتشكوك على موقع IMDb (الإنجليزية)
- ألفريد هتشكوك على موقع ميتاكريتيك (الإنجليزية)
- ألفريد هتشكوك على موقع الموسوعة البريطانية (الإنجليزية)
- ألفريد هتشكوك على موقع روتن توميتوز (الإنجليزية)
- ألفريد هتشكوك على موقع مونزينجر (الألمانية)
- ألفريد هتشكوك على موقع قاعدة بيانات الأفلام العربية
- ألفريد هتشكوك على موقع ألو سيني (الفرنسية)
- ألفريد هتشكوك على موقع ميوزك برينز (الإنجليزية)
- ألفريد هتشكوك على موقع تيرنر كلاسيك موفيز (الإنجليزية)
- ألفريد هتشكوك على موقع أول موفي (الإنجليزية)
- ألفريد هتشكوك في موقع شاشة الإنترنت [الإنجليزية]‏ التابع لمعهد الفيلم البريطاني